# Hornchurch
Pour la station de métro, voir Hornchurch (métro de Londres).
Hornchurch est une ville de la banlieue de Londres située dans le borough londonien de Havering à l'est du Grand Londres, en Angleterre. Ancienne paroisse du comté d'Essex, elle est intégrée au borough londonien de Havering.
Hornchurch est connue pour sa base militaire, notamment pendant la Seconde Guerre mondiale, la RAF Hornchurch.
La ville est desservie par la station du métro de Londres Hornchurch.